# Полански, Ойген
О́йген Пола́нски (нем. Eugen Polanski), при рождении Богу́слав Эуге́ниуш Поля́ньский (пол. Bogusław Eugeniusz Polański, МФА: [bɔ.ˈgus.waf ɛu̯.ˈgɛ.ɲuʂ pɔ.ˈlaȷ̃.skʲi]; 17 марта 1986, Сосновец) — польский футболист, полузащитник. Выступал в сборной Польши. Имеет также гражданство Германии.

## Карьера

### Клубная
В трёхлетнем возрасте с родителями переехал в немецкий город Фирзен неподалёку от границы с Нидерландами, где и начал заниматься футболом. Выступал за любительский клуб «Конкордия» из Фирзена, а в 1994 году был принят в академию мёнхенгладбахской «Боруссии». После 10 лет обучения дебютировал в основном составе под руководством Дика Адвоката: 12 февраля 2005 в матче Бундеслиги против «Вердера» он вышел на замену на 81-й минуте вместо Пера Клюге («Боруссия» проиграла 0:2). Это был, к слову, его единственный матч в сезоне 2004/05, а в сезоне 2005/06 Ойген сыграл уже 21 игру. 19 ноября 2005 он забил первый гол в Бундеслиге в ворота леверкузенского «Байера» (это принесло команде ничью 1:1). В 2006 году клуб занял 10-е место, а через год и вовсе умудрился вылететь во Вторую Бундеслигу. В сезоне 2007/08 Полански сыграл 9 матчей, а затем покинул клуб.
Новой командой в его карьере стал испанский «Хетафе», в который его пригласил Виктор Муньос. Полански перешёл в испанскую команду бесплатно, в Ла Лиге дебютировал 28 марта 2008 в матче против «Атлетик Бильбао», который «Хетафе» выиграл 1:0. Летом на правах аренды Ойген отправился в «Майнц 05», а после сезона 2009/10 и вовсе подписал официальный контракт с клубом на 4 года. 25 января 2013 Ойген покинул «Майнц» и перешёл в «Хоффенхайм», подписав контракт сроком до июня 2015 года.

### В сборной
В 2001—2005 годах Полански выступал за различные сборные Германии, а в 2005—2008 годах он выступал за сборную до 21 года и был в ней капитаном. В 2009 году он заявил: «Моя цель ясна. Я хотел бы играть за сборную Германии». Мотивировал он это тем, что проживает с трёх лет в Германии, воспитывался в немецком духе и больше нужен именно Германии, чем Польше. В апреле 2010 года Ойген заявил, что не представляет себе возможность выступления за сборную Польши, и отказался в очередной раз выступать за Кадру. Позднее Ойген всё же признался, что им интересуется сборная Польши, и поблагодарил поляков за подобный интерес, однако продолжал настаивать на своей неготовности защищать цвета Польши на грядущем Евро-2012.
И всё же весной 2011 года Полански удалось переубедить: он заявил о своей готовности выступать за «бяло-червоных». 4 июля 2011 в интервью изданию «Przegląd Sportowy» он сказал, что это его окончательное решение и что он готов к вызову в сборную в случае необходимости. 26 июля тренер сборной Францишек Смуда вызвал его на матч с Грузией, который должен был состояться в Любине. Смуда сам стал инициатором этой идеи при поддержке Гжегожа Лято, однако против этого выступил ряд игроков сборной: Радослав Гилевич, Томаш Хайто, Ян Томашевский и другие. Все они отрицательно высказывались о Полански: Хайто считал его немцем, а не поляком, и не доверял его словам о готовности выступать за Польшу; Гилевич и Томашевский вообще назвали его «позором сборной». Тем не менее, Полански дебютировал в сборной в матче 10 августа. На чемпионате Европы 2012 года Ойген был включён в заявку, сыграв все три матча группового этапа.

## Личная жизнь
Богуслав Эугениуш Поляньский вынужден был сменить своё имя при получении немецкого паспорта, поскольку того требовало немецкое законодательство (немецкого аналога славянскому имени Богуслав не существует), поэтому теперь его имя — Ойген Полански. В июле 2011 года он получил польский паспорт, который позволил ему играть за сборную Польши, но не поменял имя и даже сохранил немецкое гражданство.
Окончил немецкую гимназию имени Эразма Роттердамского в Фирзене, обучается в школе экономики и администрации в Мёнхенгладбахе. Лично себя считает больше по менталитету немцем, чем поляком. Семья: жена Каролина, дети Тима (2003) и Лука (4 ноября 2008). С 2009 года живёт в Бингене-на-Рейне. Владеет немецким, польским и испанским языками.